# Lista form słabych w języku angielskim
Formy słabe w języku angielskim – formy nieakcentowane, występujące najczęściej w złożeniach czasownik + not, zaimek osobowy + czasownik posiłkowy lub modalny.

## Czasownik z przeczeniemnot

### Czasowniki posiłkowe

#### To be
- are + not → aren't /ɑːnt/
- is + not → isn't /ɪzənt/
- was + not → wasn't /ˈwɒzənt/
- were + not → weren't /wɜːnt/[1]

#### To have
- have + not → haven't /hævnt/
- has + not → hasn't /ˈhævənt/
- had + not → hadn't /ˈhædənt/[2]

#### To do
- do + not → don't /dəʊnt/
- does + not → doesn't /ˈdʌzənt/
- did + not → didn't /dɪdənt/[3]

### Czasowniki modalne
- will + not → won't /wəʊnt/[4]
- shall + not → shan't /ʃɑːnt/
- can + not → can't /kɑːnt/
- must + not → mustn't /ˈmʌsənt/
- may + not → mayn't /ˈmeɪənt/ forma bardzo rzadka[5]
- would + not → wouldn't /ˈwʊdənt/[6]
- should + not → shouldn't /ʃʊdənt/
- might + not → mightn't /ˈmaɪtənt/
- ought (to) + not → oughtn't /ˈɔːtənt/
- dare + not → daren't /deənt/
- used + not → usedn't /juːsənt/
- need + not → needn't /niːdənt/[5]

## Zaimek + czasownik

### to be
- I + am → I'm /aɪm/
- you + are → you're /jə/
- he + is → he's /his/
- she + is → she's /ʃiz/
- it + is → it's /ɪts/
- we + are → we're /wɪə/
- they + are → they're /ðeə/[1]
- there + is → there's /ðeəz/

### have
- I + have → I've /aɪv/
- you + have → you've /juːv/
- he + has → he's /hiz/
- she + has → she's /ʃiz/
- it + has → it's /ɪts/
- we + have → we've /wiːv/
- they + have → they've[2] /ðeɪv/
- there + has → there's /ðeəz/

- I + had → I'd /aɪd/
- you + had → you'd /juːd/
- he + had → he'd /hiːd/
- she + had → she'd /ʃiːd/
- we + had → we'd /wiːd/
- they + had → they'd[2] /ðeɪd/
- there + had → there'd /ðeəd/

### Czasowniki modalne

#### will, shall
- I + will/shall → I'll /aɪl/
- you + will/shall → you'll /juːl/
- he + will/shall → he'll /hiːl/
- she + will/shall → she'll /ʃiːl/
- it + will/shall → it'll /ɪtl/
- we + will/shall → we'll /wiːl/
- they + will/shall → they'll[4] /ðeɪl/
- there + will/shall → there'll /ðeəl/

#### would
- I + would → I'd /aɪd/
- you + would → you'd /juːd/
- he + would → he'd /hiːd/
- she + would → she'd /ʃiːd/
- we + would → we'd /wiːd/
- they + would → they'd[6] /ðeɪd/
- there + would → there'd /ðeəd/

## Inne
- let + us → let's /lets/
- you + all → y’all /jɑl/

W bardzo potocznej angielszczyźnie formy czasowników be, have  + not mogą przyjmować formę ain't /eɪnt/.